# Tribunal General de la Unió Europea
El Tribunal General de la Unió Europea, antigament conegut sota el nom de Tribunal de Primera Instància de les Comunitats europees (TPICE), és un tribunal constituent del Tribunal de Justícia de la Unió Europea. El seu àmbit són les actuacions contra les institucions de la Unió Europea per part de particulars i estats membres, tot i que algunes matèries estan reservades al Tribunal Europeu de Justícia.

## Presentació del Tribunal
L'art. 168, introduït per l'Acta Única Europea va formular els fonaments d'una jurisdicció de primera instància, sobre la base de les quals va ser instituït, per una decisió del Consell del 24 d'octubre de 1988, que va entrar en vigor l'1 de gener de 1990, el Tribunal de Primera Instància. Aquesta creació respon, d'una banda, a la necessitat de descarregar el Tribunal Suprem de la Unió Europea (TSUE) d'un cert nombre d'assumptes, en particular aquelles referents al tema contenciós de la funció pública comunitària, i, d'altra banda, per als recursos directes presentats per particulars, és a dir les persones físiques i morals, «la institució d'un doble grau de jurisdicció serveix, en si mateixa, per millorar el nivell de protecció jurisdiccional dels justiciables».
La seva posició institucional s'ha reforçat gradualment. Va ser en principi «adjunt al Tribunal Suprem», i creat per una decisió del Consell després, inscrit al tractat el 1992, finalment el 2001 l'article 224 suprimeix la referència a l'adjunció. Aquest arrelament institucional s'acompanya d'una tendència pesada a l'extensió de les seves competències, fins al punt que esdevé jutge de dret comú en Tribunal de primera instància. El Tractat de Roma de 2004 consagra aquest moviment designant-lo amb una nova denominació: «Jutjat de Primera Instància». Aquesta nova denominació reflecteix millor les seves prerrogatives jurisdiccionals, car és alhora una jurisdicció de primera instància sobre certs recursos directes, i, en segon lloc, és el darrer recurs per als assumptes transferits a les cambres. El Tractat de Lisboa de 2007 transforma la denominació de "Tribunal de primera instància de les Comunitats europees" en "Tribunal".
El Tribunal de Justícia de la Unió Europea està compost per dos tribunals, el Tribunal de Justícia pròpiament dit i el Tribunal General. Atès que el Tribunal de Justícia té competència exclusiva per conèixer dels recursos entre institucions i dels recursos interposats per un Estat membre contra el Parlament Europeu o el Consell, el Tribunal General coneix, en primera instància, de tots els altres recursos d'aquest tipus, en particular d'aquells interposats per particulars i dels interposats per un Estat membre contra la Comissió.

## Composició

### Jutges
Com per al TJCE, hi ha d'haver tants membres al Tribunal com Estats adherits a la Unió europea. Tanmateix, l'article 224 obre la possibilitat per als Estats de tenir diversos membres per tal de permetre-li fer front a les seves noves missions. Com en el Tribunal, es preveu la intervenció d'un comitè d'assessorament quan es tracta del nomenament dels seus membres.
Els jutges del Tribunal són designats per un període de sis anys, de comú acord entre els Estats membres. Les persones escollides ofereixen igualment totes les garanties d'independència i la capacitat requerida per a l'exercici de funcions jurisdiccionals. El seu mandat és renovable, amb el benentès que es procedeix a una renovació parcial cada tres anys. Després d'aquest últim, els jutges del Tribunal escullen el seu president, les funcions del qual constitueixen la transposició de les del president del Tribunal, ja que ell «dirigeix els treballs i els serveis del Tribunal; en presideix les audiències plenàries, així com les deliberacions».
En general, el dispositiu que regeix el nomenament dels jutges i les regles que se'n desprenen, com ara l'elecció del president de la jurisdicció, són idèntics al règim en vigor al Tribunal. Han seguit en conseqüència les modificacions comportades per Tractat de Niça, com un jutge per Estat Membre. Però la regla està adaptada, i donat que l'estatut del TJUE fixa el nombre de jutges, també ha pogut, doncs, ser augmentada allà, per tal de fer front a un creixement del contenciós. En relació amb l'estatut dels jutges del Tribunal, és igualment un fet l'aplicació de les regles relatives als jutges i als advocats generals del TJUE. Per contra, existeix un element distintiu quant als advocats generals.

### Advocats generals
A diferència del Tribunal, els advocats generals no són designats amb aquest títol exclusiu al Tribunal. En efecte, tot «jutge, a excepció del president, pot exercir, en un assumpte determinat, les funcions d'advocat general». En altres paraules, l'assistència d'un advocat general no és sempre obligatòria. Ho és en virtut de l'art. 17 del Reglament de procediment del Tribunal, quan el Tribunal delibera en formació plenària. Però això no és més que una facultat per als casos on es reuneix en sala; li pertoca en aquest cas al ple del Tribunal, a proposta de la sala, de designar un advocat general, per raó de la dificultat en dret o de la complexitat en fet, de l'assumpte. La intenció del legislador és transparent: permetre un funcionament flexible del Tribunal. Queda clar, doncs, que el sistema està envoltat de garanties, així un «membre del tribunal cridat a exercitar la funció d'advocat general no pot participar en el judici d'aquest assumpte». Finalment, sigui quina sigui la naturalesa de les seves funcions, cada membre del Tribunal és ajudat per tres referendaris.

### Secretari judicial
Conforme a l'art. 20 del Reglament de procediment, el Tribunal designa un secretari judicial segons modalitats idèntiques a aquelles que regeixen l'elecció del president del Tribunal. El seu mandat és de sis anys, renovable. De més, el Secretari pot ser ajudat per secretaris adjunts, que són designats en les mateixes condicions. Les funcions del secretari, enumerades dels art. 24 del Reglament de procediment del Tribunal a l'article 27, són idèntiques a les del seu homòleg del TJUE. Igualment, el Secretari del Tribunal té a càrrec seu l'administració, la gestió financera i la comptabilitat del Tribunal, sota l'autoritat del president i amb el concurs dels serveis del Tribunal. Aquesta última precisió testimonia el vincle orgànic que uneix el Tribunal de Primera Instància al TJUE. I sempre a la imitació d'aquest últim, el Tribunal estableix, a proposta del president, les instruccions per al Secretari. Tanmateix, a diferència de les instruccions del Secretari del TJUE, les del Tribunal de Primera Instància són més precises i impliquen dos annexos que apunten a informar els advocats i agents, i té l'encàrrec d'aconsellar les parts sobre el procediment escrit i oral davant el Tribunal.

## Seu
La seu del Tribunal és la mateixa que la del Tribunal de Justícia de les Comunitats Europees, i es troba a la ciutat de Luxemburg.